# بايرون كاماتشو
بايرون كاماتشو مواليد 24 مايو 1988 في الإكوادور، هو لاعب كرة قدم. يلعب كلاعب وسط.

## روابط خارجية
- بايرون كاماتشو على موقع قاعدة بيانات كرة القدم.إي يو (الإنجليزية)
- بايرون كاماتشو على موقع Soccerway.com (الإنجليزية)